# Erik Molin (skådespelare)
Erik Molin, född 23 december 1920 i Ljusdal, död 12 februari 1988 i Spanien, var en svensk skådespelare.
Molin filmdebuterade 1940 i Weyler Hildebrands Kyss henne! och han kom att medverka i sex filmer. Han gifte sig 1948 med skådespelaren Sigbrit Carlson (1923–2003). Paret flyttade till Fuengirola vid Costa del Sol i början av 1960-talet. Där ägde de hotellet Los Molinos och baren La Fuente.

## Filmografi
- 1940 – Kyss henne!
- 1944 – Örnungar
- 1949 – Lång-Lasse i Delsbo
- 1949 – Sven Tusan
- 1952 – Ubåt 39
- 1956 – Den hårda leken

## Teater

### Roller (ej komplett)
| År   | Roll           | Produktion                                                      | Regi             | Teater        |
| ---- | -------------- | --------------------------------------------------------------- | ---------------- | ------------- |
| 1945 | Betjänten      | Kameliadamen (La Dame aux camélias) Alexandre Dumas d.y.        | Per-Axel Branner | Nya Teatern   |
| 1945 | Fedotik        | Tre systrar (Три сeстры, Tri sestry) Anton Tjechov              | Per-Axel Branner | Nya Teatern   |
| 1946 | Elias          | Över förmåga (Over Ævne) Bjørnstjerne Bjørnson                  | Soini Wallenius  | Nya Teatern   |
| 1946 |                | Syndafloden Henning Berger                                      | Ragnar Falck     | Nya Teatern   |
| 1946 | Bob Izay       | Svart kamrat (Deep Are the Roots) Arnaud d'Usseau och James Gow | Per-Axel Branner | Nya Teatern   |
| 1946 | Matthias       | Jag vill kärleken (Eurydice) Jean Anouilh                       | Per-Axel Branner | Nya Teatern   |
| 1947 | Andre markisen | Cyrano de Bergerac Edmond Rostand                               | Sandro Malmquist | Oscarsteatern |
| 1948 | En herre       | Henne vi glömmer: Krista (Krista) Knud Sønderby                 | Sven Lindberg    | Nya Teatern   |